# 羅納爾庫尼亞 (夏威夷州)
羅納爾庫尼亞（英語：Royal Kunia）是位於美國夏威夷州檀香山縣的一個人口普查指定地區。

## 地理
羅納爾庫尼亞的座標為21°24′18″N 158°01′54″W / 21.40500°N 158.03167°W，而該地最高點為海拔高度130米（即440英尺）。

## 人口
根據2010年美國人口普查的數據，羅納爾庫尼亞的面積為7.80平方千米，均為陸地。當地共有人口14525人，而人口密度為每平方千米1,862.18人。